# Chrislain Matsima
Chrislain Iris Aurel Matsima (* 15. Mai 2002 in Nanterre) ist ein französisch-kongolesischer Fußballspieler, der aktuell beim FC Augsburg unter Vertrag steht.

## Karriere

### Verein
Matsima begann seine fußballerische Karriere bei zwei regionalen Vereinen, ehe er 2017 über den ACFF Colombes zur AS Monaco wechselte. 2018/19 spielte er bereits zweimal in der Youth League. In der Folgesaison spielte er nur in der zweiten Mannschaft, wobei er ein Tor schießen konnte. Am 27. September 2020 (5. Spieltag) debütierte er gegen Racing Straßburg für die Profis nach Einwechslung in der Ligue 1. Nach diesem Einsatz spielte er noch ein paar Mal, war aber kein Stammspieler bei der Profimannschaft.
Im August 2022 wurde er bis zum Ende der Saison 2022/23 an den Ligakonkurrenten FC Lorient verliehen. Im Januar 2023 wurde die Leihe vorzeitig beendet. Im Februar 2024 wurde er bis Saisonende 2023/24 an den Ligakonkurrenten Clermont Foot verliehen, wo er Stammspieler war. Sein erstes Tor in der französischen Meisterschaft erzielte er bei einer Niederlage gegen Rennes.
Vor dem 2. Spieltag der Saison 2024/25 wurde Matsima zunächst in die deutsche Bundesliga zum FC Augsburg verliehen. Ende Januar 2025 aktivierte der FCA die vereinbarte Kaufoption und verpflichtete Matsima fest mit einer Vertragslaufzeit bis 2029.

### Nationalmannschaft
Matsima spielte bislang bei diversen Juniorennationalmannschaften Frankreichs und nahm mit der U17 bei der U17-EM 2019 und der U17-WM 2019 teil, bei der er Dritter wurde.
Anlässlich der U-21-Europameisterschaft 2025 in der Slowakei wurde Matsima von Trainer Gérald Baticle in das französische Aufgebot berufen.

## Erfolge
- Dritter bei der U17-Weltmeisterschaft 2019
- Rookie des Monats der Fußball-Bundesliga (2): Januar 2025, März 2025